# Crànae
Crànae (en grec antic Κρανάη) és una petita illa del golf de Lacònia situada davant de Gitíon.
Alguns autors pensen que el nom de l'illa prové de Crànau (Κραναός), un mític rei de l'Àtica, però Homer diu que la paraula significa "roca o "rocosa". Segons la tradició, quan Paris de Troia va raptar la bella Hèlena, van passar la primera nit a l'illa de Crànae.
Quan Gitíon es va convertir en el port més important de Lacònia, Crànae era el lloc on anaven a descansar els comerciants. L'illa, segons les descripcions que ja en fa Pausànias, és baixa i plana i està situada només a cent metres de la costa. Hi ha una capella ortodoxa en el lloc on abans hi havia un temple grec, del que en resten algunes ruïnes.